# 汪宏坤
汪宏坤（1968年—），安徽桐城人，汉族，中华人民共和国政治人物、第十二届全国人民代表大会安徽地区代表。
担任北京华威家具制造有限公司董事长。2008年起担任全国人大代表。2013年，被选为全国人大代表。